# دارکوب سینه‌پولکی
دارکوب سینه‌پولکی (نام علمی: Celeus grammicus) نام یک گونه از سرده دارکوب‌های خوش‌مو است.